# Lufenuron
Lufenuron is een insecticide uit de groep van de insectenontwikkelingsremmers, meer bepaald de chitineremmers. Het wordt gebruikt tegen vlooien bij honden en katten; de handelsnaam is Program (Novartis). Program Plus en Sentinel Spectrum (beide Novartis) zijn producten die naast lufenuron nog andere actieve bestanddelen tegen parasieten bevatten.

## Werking
Lufenuron is sterk lipofiel en hoopt zich op in het vetweefsel van de behandelde dieren, van waaruit het continu in de bloedstroom afgegeven wordt. De vrouwelijke vlooien nemen de stof op via het bloed van het behandelde dier. Na de opname migreert lufenuron naar de zich ontwikkelende eieren, waar het de vorming van chitinestructuren, en bijgevolg de ontwikkeling van levensvatbare larven, verhindert.

## Toediening
De toediening van lufenuron gebeurt oraal bij honden en katten, of subcutaan door injectie (enkel bij katten).